# Gene McDaniels
Pour les articles homonymes, voir McDaniels.
Gene McDaniels est un chanteur et compositeur américain de rhythm and blues (12 février 1935 à Kansas City - 29 juillet 2011 à Kittery Point (Maine).

## Biographie
Il grandit à Omaha, dans le Nebraska. Fils d'un pasteur, il commence à chanter à l'église, dans de petits groupes de gospel.
Il est repéré par Sy Waronker, des disques Liberty, et enregistre pour le producteur Snuff Garrett. Il obtient avec lui, dès 1961 un grand succès avec A Hundred Pounds of Clay, qui se classe n° 3 au hit-parade américain (Billboard). Le disque se vend à un million d'exemplaires. La chanson sera reprise en français par Johnny Hallyday sous le titre Pour une poignée de terre.
Abandonné par le succès, il continue de composer des chansons. Il donne notamment un hit à Roberta Flack en 1974, avec Feel Like Makin' Love.
Gene McDaniels s'éteint à 76 ans chez lui à Kittery Point, dans l'État du Maine.

## Discographie
- Best Of Gene McDaniels, 1992
- Hundred Pounds of Clay / Tower of Strength, 1999
- The EP Collection, 2004
- Sometimes I'm happy - Hit after hit, 2005

## Jeux-video
Gene McDaniels a fait la première voix (anglophone) du personnage Nasus, dans le jeu League of Legends, avant sa refonte.